# Sebastian Theodoricus
Sebastian Theodoricus (auch: Sebastianius Dietrich, Stephan Theodoricus, Sebastian von Windsheim, Sebastian Theodorich; * um 1520 in Windsheim; † 4. Oktober 1574 in Wittenberg) war ein deutscher Mathematiker und Mediziner.

## Leben
Ob Theodoricus die Lateinschule in Windsheim besucht hat, ist derzeit noch unbekannt. Aus dem Vorwort zum compendium lässt sich entnehmen, dass er an der Lorenzer Lateinschule in Nürnberg unter deren Rektor Johannes Ketzmann ausgebildet wurde. Er immatrikulierte sich als Sebastian Dietrich im Wintersemester 1537/38 an der Universität Wittenberg und latinisierte den Sitten der Zeit entsprechend seinen Namen in den Gelehrtennamen Theodoricus. Er erwarb sich am 27. März 1539 das Baccalaurat und erhielt den damals höchsten akademischen philosophischen Grad eines Magisters der Sieben Freie Künste am 4. September 1544. 1545 wurde er in die philosophische Fakultät der Wittenberger Hochschule aufgenommen, hielt Vorlesungen zu Philipp Melanchthons 1540 verfassten Schrift „de anima“, zur Physik des Aristoteles, zu der von Pedanios Dioskurides verfassten Schrift „De meteoris“ und zur „Materia medica“ (Arzneimittellehre) desselben Autors.
Während der letztgenannten Lehrveranstaltung erklärte er Pflanzen, die in der Wittenberger Umgebung wuchsen, unter Angabe ihrer einheimischen Namen. Der Wittenberger Dozent wusste, wie auch andere Gelehrte im nördlichen Europa, um die Ergänzungsbedürftigkeit eines Werkes, das der Mediterranflora gewidmet ist, und zog daraus Konsequenzen für die Unterrichtsgestaltung. Er legte daher Wert auf Autopsie im naturkundlichen Unterricht und übernahm 1550 die Professur für die niedere Mathematik an der Wittenberger Hochschule, wofür er ein jährliches Salär von 110 Gulden bezog.
Bei der Erläuterung seiner Vorlesungen über Arithmetik im Wintersemester 1556/57 und Algebra im Sommersemester 1557 berief er sich auf Platons Wort, wonach die Vernunft, die den Menschen konstituiert und vollendet, zu ihrer Anwendung der Kenntnis der Zahlen bedürfe. Im Alltagsleben helfe die Arithmetik, eine Familie zu führen, den Staat zu regieren, Geld- und Handelsgeschäfte zu betreiben, die Bewegungen der Himmelskörper und den Kalender zu berechnen, in der Geographie Flächen und Distanzen anzugeben.
Er verwaltete im Sommersemester 1553 und im Wintersemester 1567/68 das Dekanat der philosophischen Fakultät und übernahm am 24. Januar 1560 die Professur für höhere Mathematik, wo er über Geometrie und Astronomie nach Euklid und Klaudius Ptolemaios las. So vorgeprägt auf die Naturwissenschaft promoviert er am 19. Juni 1571 zum Doktor der Medizin, wechselt er im Sommersemester des gleichen Jahres an die medizinische Fakultät als dritter medizinischer Professor, stieg zum zweiten medizinischen Professor auf und verstarb, nachdem er im Sommersemester 1554, 1572 das Rektorat und 1555 das Vizerektorat verwaltet hatte.

## Familie
Theodoricus war in erster Ehe mit Katharina Örtel, der Tochter von Veit Winsheim und in zweiter Ehe mit Rebecka am Ende aus Bitterfeld verheiratet (sie heiratet 1578 in zweiter Ehe Erasmus Seidel aus Berlin). Die Söhne Nicolaus Dietrich und Sebastian Theodoricus d. J. sind bekannt. Zudem kennt man sechs Töchter:
- Katharina heiratet am 19. Juni 1565 in WB Magister Johann Gallien;
- Rebecka (* 25. August 1567 geboren) heiratet 1586 in Jüterbog den späteren Pfarrer in Könnern und Bernburg M. Georg Vorwerk (* 8. März 1552 in Könnern; † 9. August 1613 in Bernburg)
- Elisabeth heiratet am 6. November 1570 den Schulmeister Johannes Ursin,
- Anna (* 4. Mai 1571 in Wittenberg), Tochter
- Dorothea (* 12. Mai 1573; † 5. Dezember 1576)
- Ursula heiratet am 10. November 1577 den Schulmeister in Belzig M. Jakob Rötting der aus Pirna stammte.

## Schriften
- Breve perspicuum et facile compendium logisticae astronomicae. Wittenberg 1563 (Lehrbuch für das Rechnen mit Sexagesimalzahlen). deutsche  Übersetzung von Stephan Weiss 2012
- Canon Sexagenarum. Wittenberg 1564 u.ö. (Sexagesimale Multipliziertafel mit kurzen Rechenvorschriften). englische  Übersetzung von Stephan Weiss 2011, 2012
- Quaestiones sphaericae. Wittenberg 1564
- Novae quaestiones sphaerae, hoc est de circulis coelestibus. Wittenberg 1567